# Abalroamento aéreo

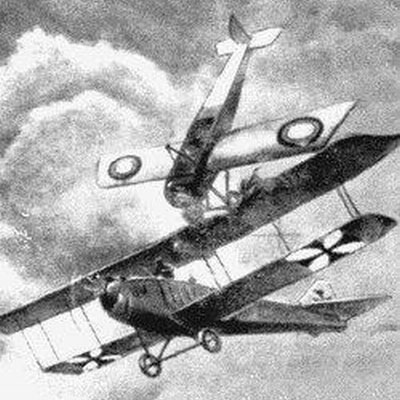
Ataque de abalroamento realizado por Pyotr Nesterov.

Abalroamento aéreo é o choque de uma aeronave com outra. É uma tática de último recurso em combate aéreo, às vezes usada quando tudo o resto falhou. Muito antes da invenção da aeronave, táticas de abalroamento eram comuns na guerra naval e terrestre. O primeiro abalroamento aéreo foi realizado por Pyotr Nesterov em 1914, durante a Primeira Guerra Mundial. Nos estágios iniciais da Segunda Guerra Mundial, a tática foi empregada por pilotos soviéticos, que a chamavam de taran (таран), a palavra russa para "aríete".
Um piloto de abalroamento poderia usar o peso da aeronave como um aríete, ou poderia tentar fazer o inimigo perder o controle do avião, usando a hélice ou a asa para danificar a cauda ou a asa do inimigo. O abalroamento acontecia quando o piloto ficava sem munições, mas ainda tinha a intenção de destruir um inimigo, ou quando o avião já havia sido danificado além do possível de ser salvo. A maioria dos abalroamentos ocorreu quando a aeronave do atacante era economicamente, estrategicamente ou taticamente menos valiosa do que a do inimigo, como pilotos voando aeronaves obsoletas contra aeronaves superiores, ou um homem arriscando a sua vida para matar vários homens. As forças defensoras recorreram ao abalroamento com mais frequência do que os atacantes.
Um ataque de abalroamento não era considerado suicida da mesma forma que os ataques kamikazes — o piloto que fazia o ataque tinha uma chance de sobreviver, embora fosse muito arriscado. Às vezes, a própria aeronave que fazia o ataque conseguia sobreviver e fazer um pouso controlado, embora a maioria tenha sido perdida devido a danos de combate ou porque o piloto havia saltado de paraquedas. O abalroamento foi usado na guerra aérea na primeira metade do século XX, tanto nas Guerras Mundiais quanto no período entre guerras. Com os aviões a jato, à medida que as velocidades do combate aéreo aumentavam, o ataque de abalroamento caiu em desuso — a probabilidade de executar com sucesso (e sobreviver) a um ataque de abalroamento aproximou-se de zero. No entanto, a tática ainda é possível na guerra moderna.

## Técnica
Foram feitos três tipos de ataques de abalroamento:
- Usando a hélice para atacar por trás e cortar os controles de cauda da aeronave inimiga. Essa era a mais difícil de executar, mas tinha a melhor chance de sobrevivência.
- Usar a asa para causar dano ao inimigo ou forçar uma perda de controle. Algumas aeronaves soviéticas, como o Polikarpov I-16, tinham asas reforçadas para essa finalidade.
- Abalroamento direto usando toda a aeronave. Essa era a opção mais fácil, mas também a mais perigosa.

As duas primeiras opções sempre foram premeditadas, mas exigiam um alto nível de habilidade de pilotagem. A última opção pode ser premeditada ou pode ser uma decisão repentina tomada durante o combate; de qualquer forma, muitas vezes matava o piloto atacante.

## História

### Conceitos iniciais

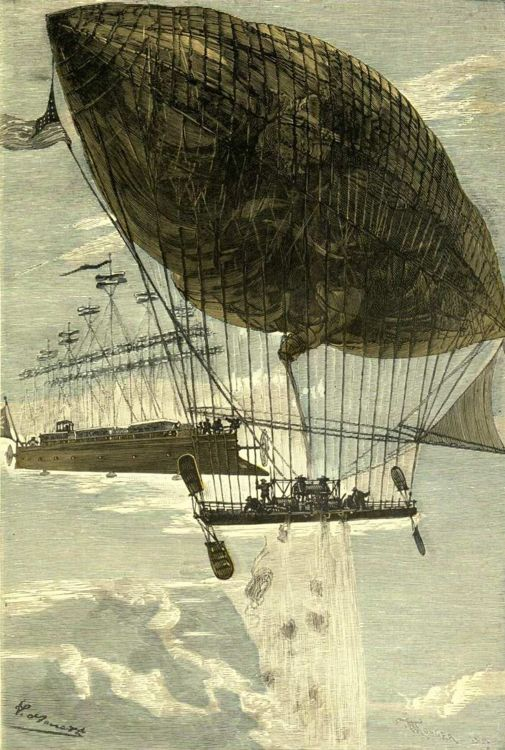
No romance Robur, o Conquistador, de Júlio Verne, Robur quase abalroa o seu navio voador movido a hélice Albatross no dirigível mais lento Goahead.

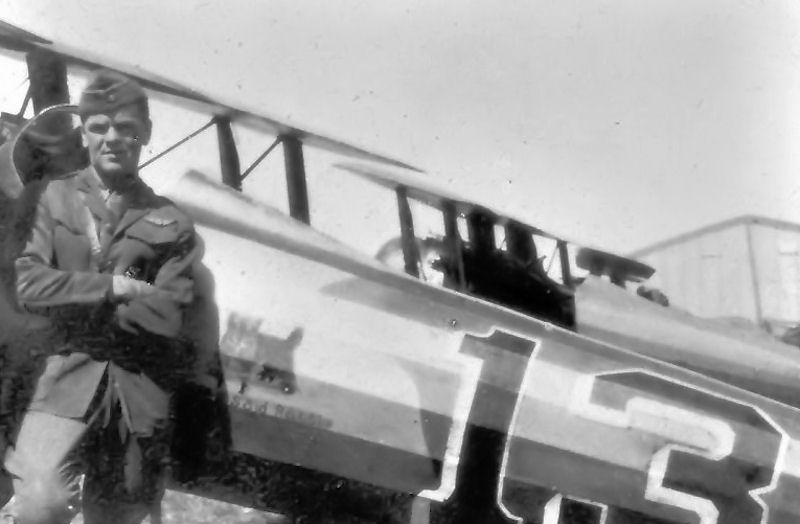
Tenente Wilbert Wallace White.

Prenunciando as ações de abalroamento da guerra aérea do século XX, Júlio Verne imaginou um aparente ataque aéreo feito por uma máquina voadora pesada com uma proa proeminente contra uma aeronave mais leve que o ar quase indefesa na sua obra de ficção científica Robur, o Conquistador, publicada em 1886. H.G. Wells, escrevendo em 1899 no seu romance The Sleeper Awakes, tem o seu personagem principal, Graham, abalroando um dos aviões inimigos com o seu aparelho de voo, fazendo-o cair do céu. Uma segunda máquina inimiga cessa o seu ataque, com medo de ser abalroada por sua vez.
Em 1909, o dirigível foi imaginado como um "navio de guerra aéreo" por vários observadores que escreveram sobre a possibilidade de usar um mastro de aríete estendido para atacar outros dirigíveis e para balançar uma âncora ou outra massa num cabo abaixo do dirigível como um ataque de força contundente contra alvos terrestres, como edifícios e chaminés, e contra mastros de navios.

### Primeira Guerra Mundial

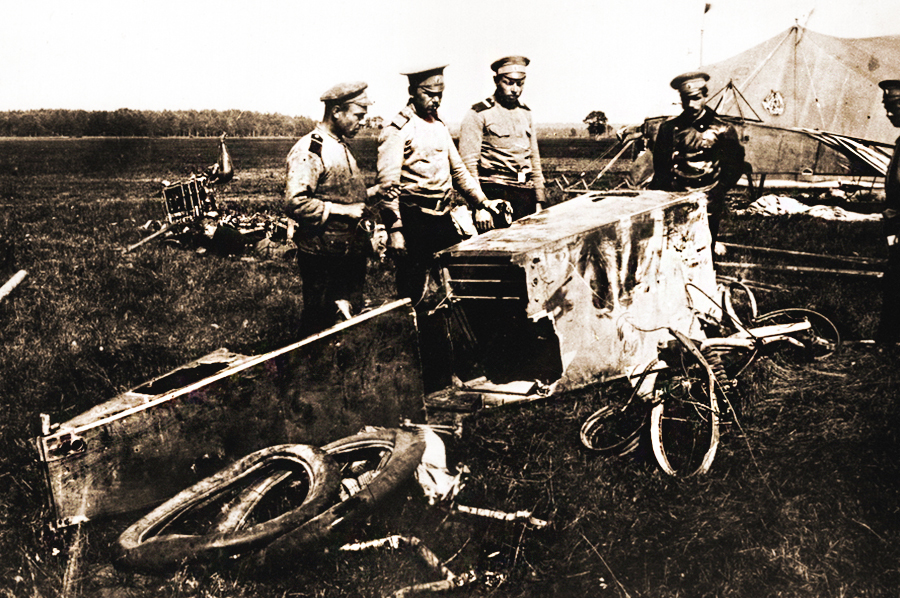
Aeronave Albatros abatida por Nesterov.

O primeiro caso conhecido de abalroamento em guerra aérea foi feito sobre Zhovkva pelo piloto russo Pyotr Nesterov em 8 de setembro de 1914, contra um avião austríaco. Esse incidente foi fatal para ambas as partes. O segundo ataque — e o primeiro ataque bem-sucedido que não foi fatal para o atacante — foi realizado em 1915 por Alexander Kazakov, um ás da aviação e o piloto de caça russo de maior sucesso na Primeira Guerra Mundial. O sargento Arturo Dell'Oro do 83º Esquadrão Italiano abalroou um Br. C.1 do Flik 45 em 1 de setembro de 1917. O americano Wilbert Wallace White, do 147º Esquadrão Aéreo, colidiu com um avião alemão em 10 de outubro de 1918 e morreu — o seu oponente sobreviveu.[carece de fontes?]

### Guerra Polaco-Soviética
Como o Exército Vermelho Soviético avançava usando muito poucas aeronaves na Polónia, o combate aéreo raramente acontecia (exceto para interceções de balões de observação bolcheviques). No entanto, durante o curso da guerra, vários pilotos polacos, tendo esgotado as suas munições e bombas, tentaram abalroar a cavalaria soviética com os trens de aterragem das suas aeronaves. Este ataque permitiu uma oportunidade para um pouso de emergência, mas quase sempre terminava com a destruição ou danos sérios à aeronave que a abalroava.

### Guerra Civil Espanhola
O abalroamento foi usado na Guerra Civil Espanhola. Na noite de 27 a 28 de novembro de 1937, o piloto soviético Evgeny Stepanov, pilotando um Polikarpov I-15 para a Força Aérea Republicana Espanhola, abateu um bombardeiro SM.81 perto de Barcelona e despejou o resto das suas balas noutro. O segundo SM.81 continuou a voar, então Stepanov recorreu ao uso da perna esquerda do trem de aterragem do seu Chaika para colidir com o bombardeiro, derrubando o avião.

### Segunda Guerra Mundial

#### União Soviética
Na Segunda Guerra Mundial, relatos de ataques de pilotos soviéticos solitários contra a Luftwaffe  espalharam-se, especialmente nos primeiros dias das hostilidades na Frente Oriental da guerra. No primeiro ano da Grande Guerra Patriótica, a maioria das máquinas soviéticas disponíveis eram marcadamente inferiores às alemãs e os pilotos às vezes percebiam o taran como a única maneira de garantir a destruição do inimigo. Os primeiros motores de caça soviéticos eram relativamente fracos, e os caças de baixa potência eram bastante bem armados, mas muito lentos, ou rápidos, mas muito pouco armados. Caças levemente armados muitas vezes gastavam as suas munições sem derrubar o bombardeiro inimigo. Muito poucos caças tinham rádios instalados — os pilotos não tinham como pedir ajuda e os militares esperavam que eles resolvessem os problemas sozinhos. A troca de um único caça por um bombardeiro multimotor foi considerada economicamente viável. Em alguns casos, pilotos gravemente feridos ou em aeronaves danificadas decidiram realizar um ataque suicida contra alvos aéreos, terrestres ou navais. Neste caso, o ataque se torna-se mais parecido com um ataque kamikaze não premeditado.
As táticas aéreas alemãs no início da guerra mudaram de uma forma que criou condições propícias para ataques de abalroamento. Depois de limpar grande parte do poder aéreo soviético do seu caminho, a Luftwaffe parou de fornecer escolta de caças para grupos de bombardeio e dividiu as suas forças em missões muito menores, incluindo aeronaves individuais fazendo voos de penetração profunda. Um quarto das aeronaves alemãs na Frente Oriental tinha a tarefa de realizar reconhecimento estratégico ou tático com as suas unidades Aufklärungsgruppe. Estes voos de reconhecimento ou bombardeio de longo alcance tinham maior probabilidade de encontrar defensores soviéticos solitários. As táticas de grupo soviéticas não incluíam taran, mas os caças soviéticos frequentemente realizavam missões individualmente ou em pares, em vez de em grupos. Os pilotos soviéticos foram proibidos de realizar taran sobre terras inimigas, mas podiam realizar penetrações de reconhecimento inimigas sobre o território nacional.
Nove ataques ocorreram no primeiro dia da invasão alemã da União Soviética, um deles na primeira hora. Às 04h25 do dia 22 de junho de 1941, o tenente Ivan Ivanov supostamente dirigiu o seu Polikarpov I-16 contra a cauda de um Heinkel He 111 invasor. Ivanov não sobreviveu, mas foi condecorado postumamente com a medalha Estrela de Ouro, Herói da União Soviética.
Yekaterina Zelenko supostamente realizou um ataque de abalroamento no seu Su-2 em 12 de setembro de 1941, que partiu um Messerschmitt Bf 109 em dois quando a hélice do seu avião atingiu a cauda da aeronave alemã. Ela continua a ser a única mulher supostamente responsável por um abalroamento aéreo.
Depois de 1943, mais caças soviéticos tiveram rádios instalados, e o marechal-chefe Alexander Novikov desenvolveu técnicas de controle aéreo para coordenar ataques. Os caças tinham motores mais potentes e, no último ano de batalha, carregavam armamento suficientemente pesado. À medida que as opções de ataque aéreo soviético melhoraram, os abalroamentos tornaram-se uma ocorrência rara. Em 1944, o futuro marechal do ar Alexander Pokryshkin desencorajou oficialmente o taran, limitando-o a "casos excecionais e como medida extrema".
O tenente Boris Kovzan supostamente sobreviveu a um recorde de quatro ataques de abalroamento na guerra. Aleksei Khlobystov supostamente fez três. Dezessete outros pilotos soviéticos foram creditados com dois ataques de abalroamento bem-sucedidos. De acordo com uma nova investigação, pelo menos 636 ataques bem-sucedidos de taran foram feitos pelos soviéticos entre o início da Operação Barbarossa e o fim da guerra. Destes, 227 pilotos morreram durante o ataque ou depois (35,7%), 233 pousaram em segurança e os restantes saltaram.
À medida que novos projetos de caças soviéticos entraram em serviço, o abalroamento foi desencorajado. A economia havia mudado; agora o caça soviético era aproximadamente equivalente ao alemão. Em Setembro de 1944, as ordens que descreviam como e quando iniciar o ataque de abalroamento foram removidas dos materiais de treino.

#### Reino Unido e Commonwealth
Em 18 de agosto de 1940, o sargento da Reserva Voluntária da Força Aérea Real Bruce Hancock do No. 6 SFTS da RAF Windrush usou a sua aeronave Avro Anson para colidir com um Heinkel He 111 P; não houve sobreviventes.
No mesmo dia, o Tenente de Voo James Eglington Marshall do Esquadrão Nº 85 da RAF usou o seu Hawker Hurricane para atingir a cauda de um Heinkel He 111 depois de ter gasto a última munição nele. A ponta da asa de estibordo do Hurricane quebrou no ataque e o Heinkel foi avaliado como "provavelmente destruído".[carece de fontes?]
Um evento significativo ocorreu em 15 de setembro de 1940, hoje conhecido como "Dia da Batalha da Grã-Bretanha". O sargento de voo Ray Holmes, do Esquadrão nº 504 da RAF, usou o seu Hawker Hurricane para destruir um bombardeiro Dornier Do 17 sobre Londres, colidindo contra ele, mas perdendo a sua própria aeronave (e quase a sua própria vida) num dos momentos decisivos da Batalha da Grã-Bretanha. Holmes, ao fazer um ataque frontal, descobriu que as suas armas estavam inoperantes. Ele lançou o seu avião contra a parte superior do bombardeiro alemão, cortando a parte traseira da cauda com a sua asa e fazendo com que o bombardeiro perdesse o controle e caísse. O seu piloto, Oberleutnant Robert Zehbe, saltou de paraquedas, apenas para morrer mais tarde devido aos ferimentos sofridos durante o ataque, enquanto o ferido Holmes saltou do seu avião e sobreviveu. Dois outros tripulantes do Dornier saltaram e sobreviveram. Como a RAF não praticava o abalroamento como tática de combate aéreo, isso era considerado uma manobra improvisada e um ato de coragem altruísta. Este evento tornou-se um dos momentos decisivos da Batalha da Grã-Bretanha e provocou uma nota de felicitações à RAF da Rainha Guilhermina dos Países Baixos, que testemunhou o evento.
Em 27 de setembro de 1940, o oficial de voo Percival RF Burton (sul-africano) do Esquadrão nº 249 da RAF usou o seu Hawker Hurricane para arrancar a cauda de um Messerschmitt Bf 110 da V/LG 1. De acordo com testemunhas oculares no solo, Burton deliberadamente colidiu com o Bf 110 após uma perseguição "desenfreada" na altura do telhado sobre Hailsham, Inglaterra. Burton, Hauptmann Horst Liensberger e Unteroffizier Albert Kopge morreram quando ambas as aeronaves caíram nos arredores da cidade. O Hurricane de Burton foi encontrado sem munições.

Em 7 de outubro de 1940, o oficial piloto Ken W. Mackenzie do Esquadrão nº 501 da RAF usou o seu Hawker Hurricane para destruir um Messerschmitt Bf 109. O seu Relatório de Combate dizia:
Eu ataquei as três máquinas mais próximas em formação vic por baixo e uma quarta aeronave inimiga a fazer retaguarda cruzou a linha de fogo e desenvolveu um vazamento no tanque de glicol... Eu esvaziei o resto das minhas munições nele a 200 metros, mas ele ainda voou e desceu até 80, a 100 pés do mar. Voei ao redor dele e fiz sinal para que ele descesse, mas não tive resultado. Então, tentei bater na sua cauda com o meu trem de aterragem, mas isso reduziu demais a minha velocidade para atingi-lo. Então, voando ao lado, mergulhei a ponta da minha asa de estibordo na cauda do avião de bombordo. A cauda do avião soltou-se e perdi a ponta da minha asa de estibordo. A aeronave inimiga girou no mar e afundou parcialmente.
Em 11 de novembro de 1940, o tenente de voo Howard Peter Blatchford (canadiano) do Esquadrão nº 257 da RAF usou a hélice do seu Hawker Hurricane para atacar um Fiat CR.42 perto de Harwich, Inglaterra. Blatchford havia usado todas as suas munições durante um combate com caças italianos e, ao retornar à base, descobriu que duas das suas pás de hélice estavam com 23 centímetros em falta. Embora não tenha visto os resultados do seu ataque e apenas tenha afirmado que o caça italiano estava "danificado", ele relatou salpicos de sangue na sua hélice danificada.
Embora tecnicamente não tenha ocorrido um abalroamento, os pilotos da RAF usaram uma espécie de colisão intencional contra a bomba voadora V-1. Quando foi descoberto que disparar uma V-1 poderia detonar a ogiva e/ou o tanque de combustível, colocando assim em risco a aeronave atacante, os pilotos passaram a voar ao lado da V-1. Uma vez posicionado, o piloto rolaria para um lado, levantando a ponta da asa para produzir uma área de turbulência de alta pressão sob a ponta da asa do V-1, fazendo-a rolar na direção oposta. Esta tática era conhecida entre os pilotos como wing tipping/wing wacking. O piloto automático rudimentar da V-1 muitas vezes não conseguia compensar, fazendo-a mergulhar no solo.

#### Grécia
Em 2 de novembro de 1940, o piloto grego Marinos Mitralexis abateu um bombardeiro italiano Savoia-Marchetti SM.79; então, sem munições, derrubou outro ao esmagar o seu leme com a hélice do seu caça PZL P.24. Ambas as aeronaves foram forçadas a aterragens de emergência, e Mitralexis ameaçou a tripulação de quatro homens do bombardeiro usando a sua pistola para se renderem. Mitralexis foi promovido de posto e recebeu medalhas.

#### Japão

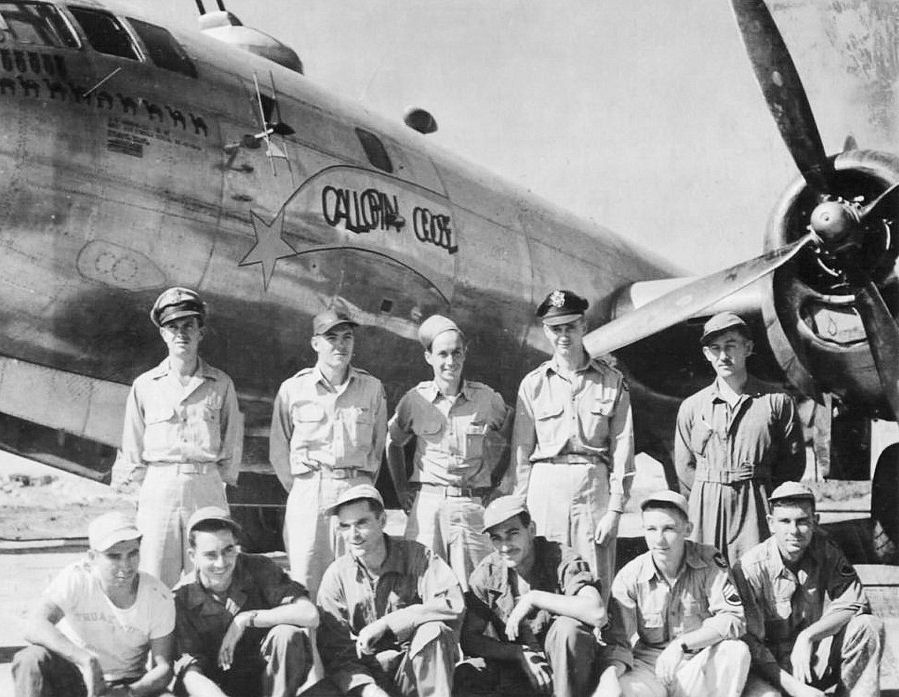
Tripulação do Boeing B-29 Superfortress "Gallopin' Goose". Ele foi perdido em 7 de dezembro de 1944, quando foi abalroado por um Kawasaki Ki-45 "Nick" pilotado pelo sargento Shinobu Ikeda do 25º Dokuritsu Chutai. Somente o artilheiro de cauda conseguiu saltar.

Os japoneses também praticavam o abalroamento tai-atari, tanto por iniciativa individual quanto como política. Uma iniciativa individual viu um caça Nakajima Ki-43 derrubar um solitário B-17 Flying Fortress, o Fighting Swede, em 8 de maio de 1943. Depois de três caças japoneses terem feito dois ataques cada, sem resultados decisivos, o piloto do bombardeiro, Major Robert N. Keatts, procurou abrigo numa tempestade de chuva próxima. Relutante em deixar o bombardeiro escapar, o sargento Tadao Oda executou um ataque frontal, conhecido como taiatari (体当たり, tai-atari, "ataque de corpo") . Ambas as aeronaves caíram sem sobreviventes. O sargento Oda foi promovido postumamente a tenente pelo seu sacrifício.
Em 26 de março de 1943, o tenente Sanae Ishii do 64º Sentai usou a asa do seu Nakajima Ki-43 para atingir a cauda de um Bristol Beaufighter, derrubando-o sobre Shwebandaw, Birmânia, matando o líder de esquadrão Ivan G. Statham AFC e o oficial piloto Kenneth C. Briffett do 27º esquadrão da RAF.[carece de fontes?]
Em 1º de maio de 1943, o sargento Miyoshi Watanabe do 64º Sentai derrubou dois motores de um B-24 Liberator pilotado por Robert Kavanaugh, matando dois tripulantes do bombardeiro; ele então usou o seu Nakajima Ki-43 para atingir a torre traseira do bombardeiro americano após uma longa batalha sobre Rangoon. O sargento Watanabe sobreviveu ao ataque, assim como a tripulação restante do B-24. Ambos os aviões fizeram uma aterragem forçada sem mais perdas humanas. O B-24 acidentado foi fotografado e apareceu na revista de aviação japonesa Koku Asahi de dezembro de 1943. Apenas três tripulantes de Kavanaugh sobreviveram à guerra em condições adversas como prisioneiros de guerra.
Em 26 de outubro de 1943, o cabo Tomio Kamiguchi do 64º Sentai usou o seu Nakajima Ki-43 para abalroar um B-24J Liberator, quando os seus canhões falharam durante um ataque sustentado que durou mais de 50 minutos pelos Ki-43II e Kawasaki Ki-45 do 21º Sentai. O combate incluiu aproximadamente 50 ataques de dois navios aos B-24 depois de eles terem atacado Rangoon. Aproximando-se da Baía de Bengala e já bastante danificado pelos outros caças japoneses do 64º, o bombardeiro, chamado "Boogie Woogie Bomb Buggy", pertencente ao 492º Esquadrão de Bombardeiros e pilotado pelo 1º Tenente Roy G. Vaughan, caiu na selva aproximando-se da Baía de Gwa. O segundo tenente bombardeiro Gustaf 'Gus' Johnston foi o único sobrevivente do B-24 e tornou-se um prisioneiro de guerra. Kamiguchi foi arremessado para longe no impacto, saltou de paraquedas e também sobreviveu. O investigador americano Matthew Poole observa que o historiador japonês Hiroshi Ichimura entrevistou o veterano do 64º Sentai, tenente Naoyuki Ito, que também afirmou ter abatido um B-24 do 492º BS em 26 de outubro de 1943. O B-24 teria sido abatido por dois experientes ases japoneses: o tenente Naoyuki Ito e o sargento-major Takuwa. Além disso, Ito afirmou que o piloto novato de 19 anos, Cabo Kamiguchi, abalroou o B-24 danificado, e o Major General Shinichi Tanaka elogiou o corajoso jovem piloto e intencionalmente fez do "Cabo Saw" uma lenda. Outro veterano do 64º Sentai, o sargento Ikezawa, lembrou que um mal-humorado sargento major Takuwa disse-lhe: "O B-24 estava a cair. Kamiguchi não precisava de abalroá-lo!" I. Hata, Y. Izawa e C. Shores em Japanese Army Air Force Fighter Units and Their Aces 1939–1945 inclui a biografia do capitão Ito do 64º Sentai que afirma: "Ele mais tarde foi transferido para o 3º Chutai e reivindicaria oito vitórias, incluindo um B-24 sobre Rangoon em 26 de outubro de 1943." De acordo com Ichimura, o relato do sargento major Takuwa não foi incluído nesta fonte, pois apenas ases com nove ou mais vitórias receberam uma biografia no livro.[carece de fontes?]
Em 6 de junho de 1944, tendo gasto as suas munições num longo combate aéreo, o sargento Tomesaku Igarashi do 50º Sentai usou a hélice do seu Nakajima Ki-43 para derrubar um Lockheed P-38 Lightning perto de Meiktila, Birmânia. Depois de o piloto ter saltado, Igarashi atacou-o no seu paraquedas.  O sargento Shinobu Ikeda do 25º Dokuritsu Chutai abalrou o seu Ki-45 no Cpt. B-29 "Gallopin Goose" (42-6390) de Roger Parrish em 7 de dezembro sobre Mukden. O sargento Ikeda e todos, exceto um membro da tripulação do B-29, morreram.
A partir de agosto de 1944, vários pilotos japoneses que voavam com Kawasaki Ki-45 e outros caças que enfrentavam B-29 Superfortresses descobriram que abalroar o bombardeiro muito pesado era uma tática prática. A partir dessa experiência, em novembro de 1944, uma "Unidade Especial de Ataque" foi formada usando Kawasaki Ki-61s que haviam sido despojados da maioria das suas armas e blindagens para atingir rapidamente grandes altitudes. Três pilotos de abalroamento sobreviventes bem-sucedidos foram os primeiros a receber o Bukosho, o equivalente japonês à Cruz Vitória ou Medalha de Honra, um prémio que foi inaugurado em 7 de dezembro de 1944 como um Édito Imperial pelo Imperador Hirohito. A participação na Unidade Especial de Ataque era vista como uma tarefa final; esperava-se que os pilotos realizassem ataques violentos até que a morte ou ferimentos graves interrompessem o seu serviço.[carece de fontes?]
A prática japonesa de kamikaze também pode ser vista como uma forma de abalroamento, embora o modo primário de destruição não tenha sido a força do impacto físico, mas sim os explosivos transportados. O kamikaze era usado exclusivamente contra alvos navais aliados.[carece de fontes?]

#### Bulgária
Dois abalroamentos (em búlgaro: Таран) foram realizados por pilotos de caça búlgaros que defendiam Sófia contra bombardeiros aliados em 1943 e 1944. O primeiro foi feito pelo poruchik (tenente sénior) Dimitar Spisarevski em 20 de dezembro de 1943. Pilotando um caça Bf 109 G2, ele abalroou e destruiu o B-24 Liberator americano nº 42-73428 do 376º Grupo de Bombardeiros, embora não se saiba se a colisão foi intencional. Os militares búlgaros disseram que foi deliberado e aumentaram a sua patente postumamente. O segundo ataque foi realizado pelo poruchik Nedelcho Bonchev em 17 de abril de 1944 contra um B-17 Flying Fortress americano. Bonchev conseguiu escapar e sobreviver após o choque. Após a queda do Terceiro Reino Búlgaro em 9 de setembro de 1944, ele continuou voando contra os alemães. O seu Bf 109 foi abatido durante uma missão e ele foi ferido e feito prisioneiro. Após vários meses em cativeiro, ele foi morto por uma guarda feminina da SS durante uma marcha de prisioneiros de guerra que ele não pôde fazer devido ao seu estado crítico de saúde.[carece de fontes?]

#### Alemanha

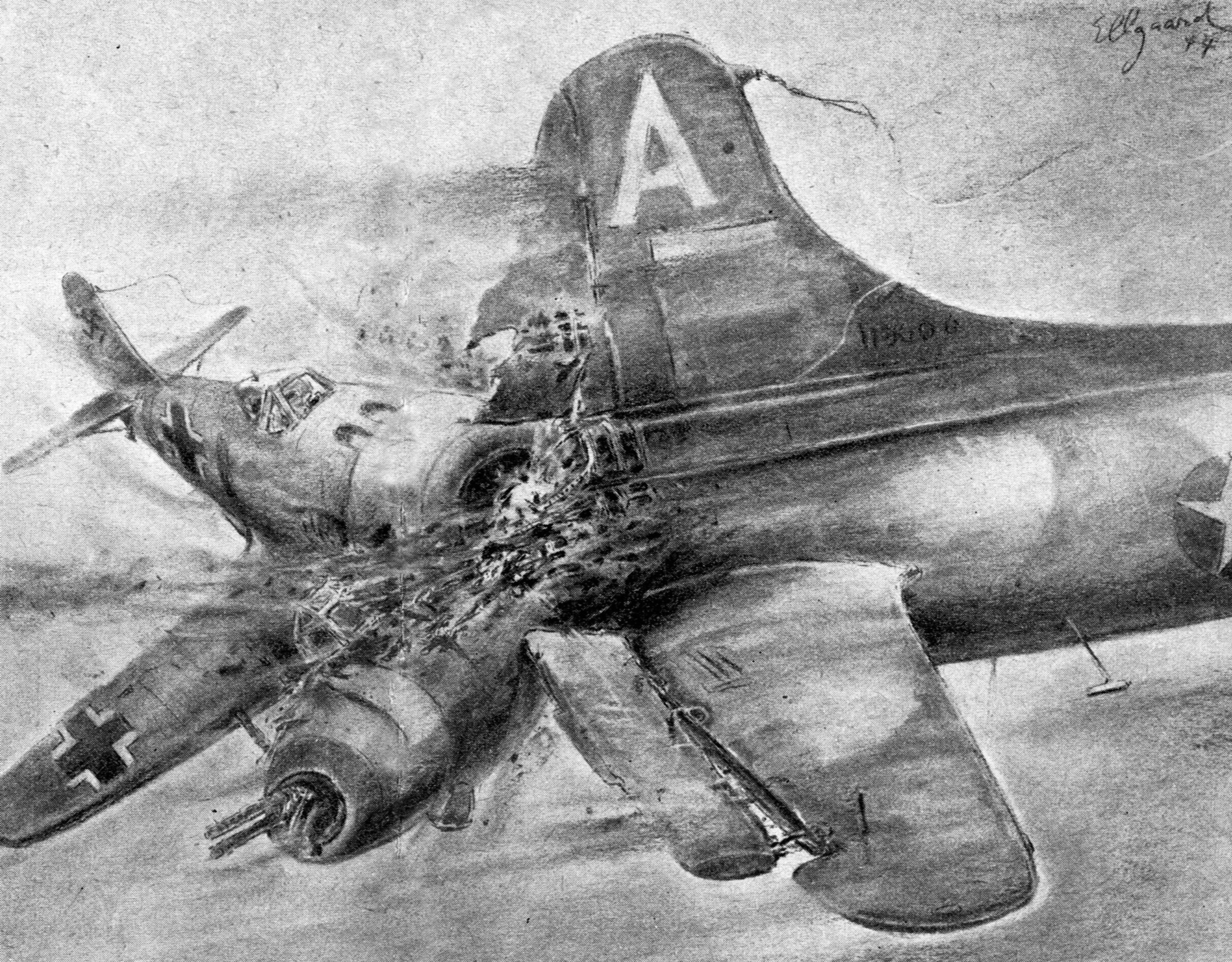
Um desenho de 1944 de Helmuth Ellgaard ilustrando um Fw 190 abalroando um B-17 Flying Fortress.

Em 22 de fevereiro de 1944, um Messerschmitt Bf 109 abalroou o B-17 231377 do 327º Esquadrão de Bombardeio.
Em 25 de maio de 1944, o Oberfähnrich Hubert Heckmann usou o seu Messerschmitt Bf 109 para atingir um Mustang P-51 quando os seus canhões apresentaram defeito, cortando a cauda e a fuselagem traseira da aeronave americana. O capitão Joseph H. Bennett, do 336º Esquadrão de Caça, conseguiu escapar e ser levado para o cativeiro, enquanto Heckmann fez um pouso de barriga imediato perto de Botenheim, na Alemanha.[carece de fontes?]
Em 7 de julho de 1944, o Unteroffizier Willi Reschke usou o seu Messerschmitt Bf 109 para abalroar um Consolidated B-24 Liberator quando os seus canhões apresentaram defeito. As duas aeronaves em queda ficaram presas uma na outra, e demorou algum tempo até que Reschke conseguisse se soltar e saltar perto de Malacky, na Eslováquia.[carece de fontes?]
No final da Segunda Guerra Mundial, a Luftwaffe usou o abalroamento para tentar recuperar o controle do ar. O plano era dissuadir os pilotos de bombardeiros aliados de realizar bombardeamentos por tempo suficiente para que os alemães criassem um número significativo de caças a jato Messerschmitt Me 262 para virar o curso da guerra aérea. Em 4 de abril de  1945 Heinrich Ehrler abalroou um B-24 e foi morto. Apenas uma única unidade dedicada, Sonderkommando Elba, foi formada ao ponto de estar operacional, e voou a sua única missão – apenas um mês antes do fim da guerra na Europa – em 7 de abril de 1945. Embora alguns pilotos tenham conseguido destruir bombardeiros, o número dos Aliados não foi significativamente reduzido. Talvez o exemplo mais famoso de abalroamento aéreo realizado por Elba que resultou no piloto sobrevivendo batendo o seu avião durante esta missão foi a de Heinrich Rosner Bf 109 vs. B-24 44-49533 "Palace of Dallas", que estava a liderar uma formação de B-24s do 389. Grupo de Bombardeamento na altura. O avião de Rosner cortou a cabine do "Palácio de Dallas" com a sua asa, destruindo o bombardeiro e paralisando o Bf-109, que então colidiu com um B-24 adicional não identificado. Rosner foi capaz de saltar com sucesso com um paraquedas em segurança.
Projetos de aeronaves como os conceitos Gotha e Zeppelin Rammjäger pretendiam usar a técnica de abalroamento.[carece de fontes?]

#### França
Em 3 de agosto de 1944, o capitão Jean Maridor do Esquadrão Nº 91 da RAF usou o seu Supermarine Spitfire para atingir uma bomba voadora V-1, matando-se quando a ogiva detonou. O capitão Maridor já havia danificado a V-1 com os seus tiros de canhão e, ao vê-lo começar a mergulhar num hospital militar de campanha em Kent, decidiu deliberadamente abalroar a bomba.

#### Estados Unidos
Em 25 de outubro de 1942, sobre Guadalcanal, o primeiro-tenente da Marinha Jack E. Conger do VMF-212 abateu três Mitsubishi A6M Zero. Perseguindo um quarto Zero, Conger ficou sem munições e decidiu usar a sua hélice para cortar o leme da cauda. No entanto, Conger avaliou mal a distância entre o seu avião e o Zero e atingiu o avião no meio do caminho entre a cabine e a cauda, arrancando toda a cauda. Tanto Conger quanto o piloto do Zero, Shiro Ishikawa, saltaram dos seus aviões e foram resgatados por um barco de resgate. Pelas suas ações, Conger foi condecorado com a Cruz da Marinha.
Durante a batalha do Mar de Coral, o piloto do SBD Stanley "Swede" Vejtasa foi atacado por três caças A6M2 "Zero"; ele abateu dois deles e cortou a asa do terceiro num passe frontal com a ponta da sua asa.[carece de fontes?]
Em 10 de maio de 1945, sobre Okinawa, o primeiro-tenente da Marinha Robert R. Klingman e três outros pilotos do VMF-312 subiram para interceptar uma aeronave que identificaram como um caça pesado bimotor Kawasaki Ki-45 Toryu ("Nick") voando em reconhecimento a 25 000 pés (7 600 m), mas o "Nick" começou a subir mais alto. Dois dos FG-1D Corsairs cessaram a perseguição a 36 000 pés (11 000 m), mas o capitão da Marinha Kenneth Reusser e o seu ala Klingman continuaram a 38 000 pés (12 000 m), gastando a maior parte das suas munições calibre .50 para aliviar o peso das suas aeronaves. Reusser acertou o motor de bombordo do "Nick", mas ficou sem munições e foi atacado pelo artilheiro traseiro japonês. Klingman alinhou-se para um tiro a uma distância de 50 pés (15 m) quando as suas armas emperraram devido ao frio extremo. Ele aproximo-se do "Nick" três vezes para danificá-lo com a sua hélice, cortando o leme, a cabine traseira e o estabilizador direito do oponente. O Toryu girou até 15 000 pés (4 600 m) onde as suas asas foram arrancadas. Apesar de faltarem cinco polegadas (13cm) das extremidades das pás da sua hélice, ficando sem combustível e com uma aeronave amassada e perfurada por destroços e balas, Klingman guiou com segurança o seu Corsair para uma aterragem sem motor. Ele foi condecorado com a Cruz da Marinha.

### Guerra fria
No incidente do U-2 em 1960, o piloto soviético Igor Mentyukov foi acionado com ordens de atacar o intruso Lockheed U-2, usando o seu Sukhoi Su-9 desarmado, que havia sido modificado para voos em altitudes mais elevadas. Em 1996, Mentyukov alegou que o contacto com a turbulência da sua aeronave derrubou Gary Powers; no entanto, Sergei Khrushchev afirmou em 2000 que Mentyukov não conseguiu nem mesmo obter contacto visual.[carece de fontes?]
Em 7 de setembro de 1965, durante a Guerra Indo-Paquistanesa de 1965, um Lockheed F-104A Starfighter paquistanês (nº de série 56-877) do Esquadrão nº 9 "Griffins", pilotado pelo Tenente de Voo Amjad Hussain Khan, intercetou 6 Mystere IVs indianos que estavam a atacar a Base Aérea de Sargodha. No combate aéreo que se seguiu, um Mystere pilotado pelo líder de esquadrão Devaiah forçou o F-104 de Amjad a um combate aéreo em baixa velocidade (algo em que o F-104 tem um desempenho mau devido à sua baixa manobrabilidade em velocidades reduzidas). Embora Amjad tenha acertado várias vezes o Mystere de Devaiah com o seu M-61 Vulcan e até disparado um GAR-8 (que errou), o Mystere ainda estava a voar. Amjad finalmente fez o primeiro ataque de abalroamento jato-jato contra o avião de guerra indiano. Isto fez com que ambos os pilotos perdessem o controle da aeronave sobre Kot Nakka. Enquanto o piloto indiano pereceu com o seu avião de guerra, Amjad conseguiu ejetar-se com segurança e foi resgatado por moradores paquistaneses que assistiam ao intenso combate aéreo.
Em 18 de julho de 1981, o capitão V.A. Kulyapin teria usado o seu Su-15 para colidir com um CL-44 argentino fretado durante a colisão aérea de 1981 na Arménia, embora especialistas ocidentais acreditassem que isso provavelmente tenha sido uma interpretação egoísta de uma colisão acidental.[carece de fontes?]
Um estudo da RAND Corporation de 1986 concluiu que o ataque de abalroamento ainda era uma opção viável para jatos modernos defendendo o seu espaço aéreo de bombardeiros de longo alcance, se esses bombardeiros estivessem a carregar armas atómicas. O estudo postulou que os caças defensores poderiam gastar as suas armas sem abater o bombardeiro inimigo, e os pilotos seriam então confrontados com a escolha final de abalroar — quase certamente trocando as suas vidas pelas muitas que seriam mortas por um ataque nuclear bem-sucedido.

### Depois de 1990
Durante os ataques de 11 de setembro de 2001,  foram enviados caças para intercetar o voo 93 da United Airlines sequestrado, que se acreditava estar a ir para Washington. Entretanto, não houve tempo para que os jatos de combate fossem armados com mísseis. Os pilotos entenderam que iriam abalroar a aeronave. O avião já havia caído devido a uma luta interna quando os jatos chegaram.
Durante o incidente na ilha de Hainan, uma aeronave americana EP-3 SIGINT foi atingida por um intercetor J-8 da FANELP.[carece de fontes?]

### Guerra Russo-Ucraniana
Foram registados vários casos de utilização de drones das Forças Terrestres Ucranianas para abalroamento aéreo; isto inclui um caso em que um drone russo DJI Mavic Pro foi destruído num abalroamento aéreo com um drone ucraniano a 3 de outubro de 2022,  e um incidente em julho de 2024 em que um drone FPV com um pau de madeira montado foi utilizado para atacar e, eventualmente, destruir um drone de reconhecimento ZALA 421-16E, abalroando-o repetidamente.